# Jaime Battiste
Jaime Battiste, né en 1979 à Sydney en Nouvelle-Écosse au Canada, est un musicien, interprète, juriste et homme politique canadien. Il représente la circonscription de Sydney—Victoria à la Chambre des communes du Canada en tant que membre du Parti libéral depuis les élections fédérales canadiennes de 2019. Il est le premier député fédéral canadien d'origine micmaque.

## Biographie

### Jeunesse et éducation
Né en 1979 à Sydney en Nouvelle-Écosse, Jaime Battiste est le fils du juriste d'origine chicacha James (Sákéj) Youngblood Henderson (en) et de la chercheuse d'origine micmaque Marie Battiste (en). Il grandit dans la réserve micmaque Chapel Island 5 du Cap-Breton en Nouvelle-Écosse, maintenant connue sous le nom de Première Nation de Potlotek. Il passe son adolescence à Saskatoon en Saskatchewan et obtient son diplôme de la Evan Hardy Collegiate (en) en 1997.
Battiste détient un baccalauréat en études micmaques de l'Université du Cap-Breton et un doctorat en jurisprudence de l'École de droit Schulich (en) de l'Université Dalhousie obtenu en 2004.

### Carrière politique
En avril 2019, Battiste annonce qu'il sollicite l'investiture libérale dans Sydney—Victoria pour les élections fédérales de 2019. Il remporte la nomination le 13 juillet 2019. 
En octobre 2019, Battiste crée la controverse lorsque des commentaires émis sur les réseaux sociaux sont rapportés. En 2012, Battiste tweete : « Pourquoi est-ce que je suppose que toutes les filles aborigènes maigres prennent du crystal meth ou des pilules ? » Dans un autre, il fait des commentaires sur les agressions sexuelles, tweetant « cinq minutes dans Cheers et j'aurais accidentellement [sic] agressé sexuellement une cougar … deux fois ».
Battiste s'excuse pour les commentaires. Le chef libéral Justin Trudeau refuse de le retirer en tant que candidat libéral après que les propos soient rendus publics.
Le 21 octobre 2019, Battiste est élu député de Sydney—Victoria, devenant ainsi le premier député fédéral d'origine micmaque au pays,,. 
Le 3 décembre 2021, Battiste est nommé secrétaire parlementaire de la ministre des Relations Couronne-Autochtones.
En janvier 2025, il déclare sa candidature à la course à la succession de Justin Trudeau à la tête du Parti libéral du Canada, devenant le premier indigène à briguer le poste de premier ministre du Canada. Le 26 janvier, il fait partie des six candidats retenus. Il annonce toutefois le 30 janvier son retrait de la course au profit de Mark Carney.
Battiste est de nouveau candidat en 2025, dû au redécoupage, son siège est supprimé et doit se présenter dans la circonscription de Cape Breton—Canso—Antigonish, dont il ne représentait que 25% de la population. Il fait alors face au conservateur Allan MacMaster, un député provincial. Il remporte la circonscription le soir de l'élection.

## Vie privée
Jaime Battiste habite dans la communauté micmaque de la Première Nation Eskasoni (en) en Nouvelle-Écosse.